# Murphy Lee
Pour les articles homonymes, voir Lee.
Murphy Lee, de son vrai nom Torhi Harper, né le 19 décembre 1978 à Saint-Louis dans le Missouri, est un rappeur américain, membre du groupe St. Lunatics et chief executive officer du label UC-Me Entertainment.

## Biographie
Originaire de Saint-Louis dans le Missouri, Murphy Lee lance le groupe St. Lunatics avec les rappeurs Nelly, Ali, Kyjuan et City Spud en 1995. Cependant, le groupe ne se fera remarquer qu'à partir de 2000, après la publication de l'album à succès Country Grammar le 6 juin, classé premier du Billboard 200.
Certifié disque de platine avec ses acolytes et après avoir rencontré le succès avec le tube Shake Ya Tailfeather en compagnie de Diddy et Nelly, Lee tente sa chance en solo. Il devient le premier artiste de Derrty Ent., label créé par Nelly, à sortir un album. Après quelques reports de date dans le but d'atteindre le buzz, Lee publie son premier album solo, Murphy's Law, le 23 septembre 2003, classé huitième du Billboard 200. Porté par les singles What The Hook Gon Be, Hold Up et Luv Me Baby qui seront autant de tubes, l'album fait participer Nelly, P. Diddy, Mannie Fresh, Jazze Pha, Jay-E, Lil Wayne, Lil' Jon et son groupe The St. Lunatics. L'album est certifié disque d'or par la RIAA avec 500 000 exemplaires vendus en une semaine.
En novembre 2004, Lee est appréhendé par la police de St. Louis pour transport illégal de marijuana et expiration de permis de conduite. En 2008, il publie une mixtape intitulée Murph or Die! U Choose sur le thème des élections américaines. En 2009, il publie un single intitulé On the Corner.

## Discographie
- 2003 : Murphy's Law